# Adrian Maniu
Adrian Maniu (Bucarest, 6 febbraio 1891 – Bucarest, 20 aprile 1968) è stato un poeta e drammaturgo rumeno.

## Biografia
Adrian Maniu, figlio dell'avvocato e professore di diritto commerciale all'Università di Bucarest, Grigore Maniu, e di Maria Calinescu, discendente di un'antica famiglia di boiardi di Oltenia; nipote di Vasile Maniu, sovrano della Transilvania, coltivò nell'ambiente familiare l'amore per la musica, le belle arti, la poesia;sua sorella Rodica Maniu e suo cognato Samuel Mutzner furono pittori.
La sua carriera di studi culminò con la frequentazione, dal 1910 al 1913, della facoltà di giurisprudenza di Bucarest, dove si laureò nel 1913.
Collaborò con la rivista Gândirea, al fianco di Lucian Blaga, Cezar Petrescu, Nichifor Crainic e partecipò al cenacolo dello scrittore, drammaturgo e critico letterario Alexandru Macedonski.
Negli stessi anni collaborò con le riviste Insula (1911), Simbolul (1911), Seara (1913-1914), Noua revista română (1914).
Ha debuttato come poeta simbolista con il volume di prosa lirica e fantastica Figurile de ceară (1912),influenzato dallo stile di Charles Baudelaire, anche se rapidamente si avvicinò all'avanguardia modernista, che si oppose all'introduzione di modelli stranieri nella letteratura rumena ed alla lirica tradizionalista, ed infine tese verso l'esaltazione dei valori autoctoni, con un'ispirazione misticheggiante ed uno stile estroso e raffinato, che lo distinsero dagli altri tradizionalisti.
Volontario nella guerre balcaniche (1913), l'anno seguente viaggiò in Francia e nel 1918 compose la sua raccolta Fata din dafin, oltre a collaborare con le riviste Chemarea, Acts, Socialism, Hiena.
Nel 1919 pubblicò la prosa lirica e fantastica Din paliarul cu otrava e si trasferì a Cluj-Napoca, lavorando in banca e dirigendo il giornale Vointa ed elaborò un ciclo di poesie sulla guerra inserite in Lângă pământ (1924).
Negli anni venti si dedicò al teatro con adattamenti e opere originali, quali Mesterul (1922), Rodia de aur (1923), Dinu Paturica (1924), Tinerete fara batranete (1925), Lupii de aramă (1929), e altri drammi e commedie in collaborazione con A. O. Teodoreanu e I. Pillat.
Proseguì la sua attività poetica con la pubblicazione di Drumul spre stele (1930), Cartea țării (1934), Cântece de dragoste si moarte (1935), riuniti successivamente nell'edizione antologica definitiva di Versuri (1938).
Dopo il 1946, si impegnò nella traduzione di ballate popolari russe e di opere di Aleksandr Sergeevič Puškin.
Nel 1948, il regime comunista lo privò dell'appartenenza all'Accademia e solamente nel 1965, fu in grado di pubblicare altri due libri, Cântece tăcute e Versuri în proză.

## Opere principali

### Poesie
- Figurile de ceară, (1912);
- Salomeea, (1915);
- Fata din dafin, (1918);
- Din paliarul cu otrava, (1919);
- Lângă pământ, 1924;
- Drumul spre stele, (1930);
- Cartea țării, (1934);
- Cântece de dragoste și moarte, (1935);
- Versuri, (1938).

### Teatro
- Mesterul, (1922);
- Rodia de aur, (1923);
- Dinu Paturica, (1924);
- Tinerete fara batranete, (1925);
- Lupii de aramă, (1929).

### Traduzioni
- Cântecul Nibelungilor, (1958).